# Hate Is Just A Feeling
Hate Is Just A Feeling är ett svenskt punkband som startade 1999 under namnet [sic] och senare blev kända som Mansic. Bandet har rötterna i Norrtälje och andra Stockholmsförorter.
Medlemmarna har sitt ursprung i 80-talets punkscen och band som Sighstens Grannar och Nepente. Violinisten Marcas kommer från folkmusikbandet Två Fisk och En Fläsk.
Hate Is Just A Feeling blev senare The Rummies och en tid efter att bandet lades ner startade Nizze bandet Dead Pollys.

## Bandmedlemmar
- Nizze - sångare och gitarrist, kompositör
- Micke - bas och ljudproducent
- Marcas - fiol, gitarr
- Thabbe - kompositör, producent

## Skivor
- Land of Glory, 2007
- The Road to Kingdom Come, 2007
- Beautygone, 2005
- Everyday Is A Tragedy, 2003